# Touët-sur-Var
Touët-sur-Var (in italiano, desueto, Toetto di Boglio, o Toetto sul Varo) è un comune francese di 717 abitanti situato nel dipartimento delle Alpi Marittime della regione della Provenza-Alpi-Costa Azzurra.
I suoi abitanti sono chiamati Touëtans o anche Touëtois in francese e Toettani o Toettesi in italiano (desueto).

## Origini del nome
Il toponimo Touët del villaggio deriverebbe da «trué» o «porta», le porte di Nizza per certuni; da un radicale preromano d'origine ligure "TOB o TEBA", equivalente a «capanna» per altri.
La località abitata è attestata storicamente come "Castelum Toeti" in un documento del 1108, come "Thoeto" nel 1259, come "El Toet" nel 1536, come "Touët" nel 1760 in francese e come "Toetto" in italiano, ed ufficialmente come "Toetto di Boglio" nel regno di Sardegna e Piemonte e prima ancora nel ducato di Savoia.
Odiernamente il toponimo del comune potrebbe esser reso letteralmente in lingua italiana sul calco linguistico francese come Toetto sul Varo.

## Storia

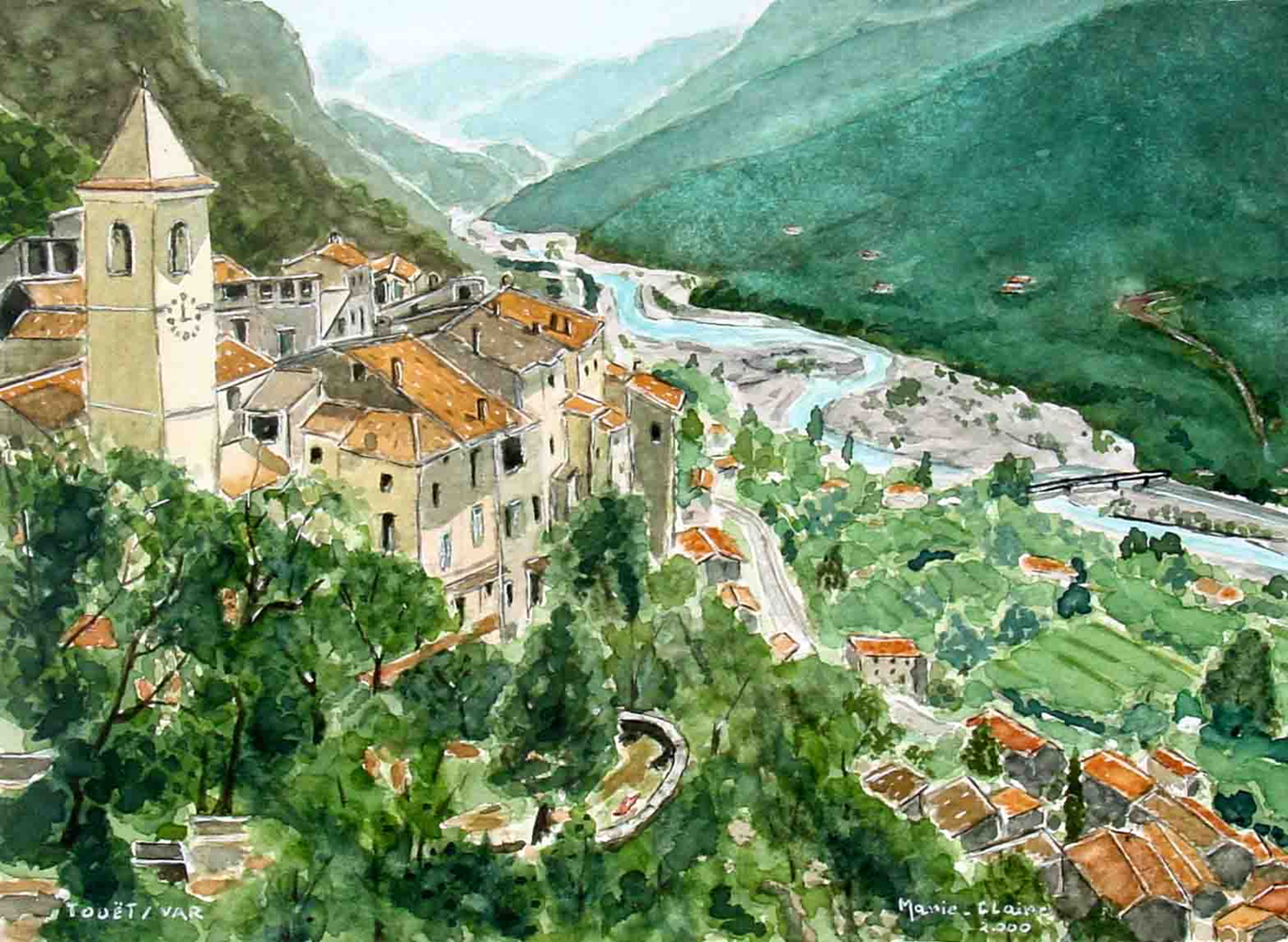
Il villaggio di Touët appollaiato sul pendio del costone roccioso che domina in lungo il passaggio del Varo

Rannicchiate le une contro le altre, le case secolari di Touët dalle fondamenta di pietra e dai tetti color ocra di tegole romane, lanciano una sfida al tempo che passa.
Il nome curioso di Touët scaturisce dalla parola ligure «Teba» che significa «roccia».
In effetti, i primi abitanti di tale regione furono i Liguri, ottocento anni e rotti avanti la nostra era.
Essi conoscono il rame ed il bronzo. L'allevamento delle greggi era la loro grande occupazione, poiché il rilievo accidentato ed una terra povera in quanto sassosa non permettevano un'agricoltura prospera.
Mischiati ai Celti, i Liguri caddero sotto la dominazione degli "Eguituri", montanari robusti ed agili, amanti soprattutto la caccia ed i combattimenti.
Durante parecchi decenni, essi si battono contro i Romani, ma sono vinti dall'imperatore Augusto.
La regione diviene una provincia romana e delle tracce rilevate nel villaggio di Touët confermano tale stato di fatto.
Quando il Cristianesimo s'installa in Gallia, dalla metà del III secolo al VI secolo, Touët dipende dalla diocesi di Glandèves vescovato prossimo ad Entrevaux.
In seguito fra il IX e X secolo avvennero le razzie e le distruzioni da parte dei Saraceni. Dei passaggi di questi ultimi restano dei nomi quali Maurino e Maurel, che significano «nerastro, nero».
I saraceni furono definitivamente cacciati dai luoghi dal conte di Provenza durante il X secolo.
In ricompensa del loro aiuto e fedeltà, i suoi vassalli ricevettero delle terre, ed è così che Touët spettò al conte di Beuil.
Nel X secolo, infatti, allorché i saraceni sono scacciati per sempre dalla regione di Provenza dal conte di Provenza, costui dona Touët ad uno dei suoi vassalli, il conte di Beuil.
Nel XIII secolo, la popolazione del villaggio ammonta a circa quattrocento anime, che si proteggono dietro ad un ponte levatoio, raggruppandosi intorno al piccolo castello, appartenente per metà alla contea di Provenza ed al conte di Beuil.
Fra la metà del XIII secolo ed il XVIII secolo, il villaggio subisce successivamente la servitù dei Templari, installatisi nel villaggio contiguo di Rigaudo (Rigaud) dov'essi giocano il ruolo di signori, le intemperie e le devastazioni provocate dalla peste nera.
Il 7 ottobre 1315, Giacomo Ruffi (? - 1331), balio di Ventimiglia nel 1300, vice-ammiraglio di Provenza nel 1315, balio di Digne nel 1327, cavaliere, originario di Nizza, divenne signore di Touët..
Egli era il discendente del notaio Bertrand Roux e fu dapprima clavario (letteralmente chiavaio), cioè possessore del titolo di "detentore delle chiavi“ del paese.
Nel 1314, prese parte alla spedizione militare diretta da re Roberto d'Angiò, re di Napoli contro la Sicilia.
Nel 1326, Giacomo Ruffi è capitano delle galee di Nizza, prima d'essere il medesimo anno nominato alla testa delle "galere provenzali", che dovevano far parte della squadra navale del regno di Napoli.
Una commenda dei Cavalieri templari è installata a Rigaudo, altro villaggio a cinque chilometri da Touët, i cui membri assumendo il ruolo di signori locali, e considerando i Toettesi come dei servi, percepiscono le decime e s'appropriano dei beni mobili ed immobili un po' dappertutto nei dintorni.
I Templari facevano anche pagare le "funzioni religiose", allora celebrate nella Cappella di Nostra Signora Santa Maria (Chapelle Notre-Dame-Sainte-Marie), costruita nel XII secolo sotto l'egida dell'abbazia di Lerino.
In più, devastando alcune gravi intemperie naturali le colture della vallata del Varo nel XIV secolo, i Toettani devono subire le atrocità della peste nera che decima la popolazione, lasciando soltanto un centinaio di persone in vita.
Il villaggio di Touët segue quindi la storia della casata comitale di Beuil e, di conseguenza, diviene proprietà di Casa Savoia nel 1388, prima di appartenere poi integralmente agli Stati Sardi più tardi.
Durante il XVII secolo, essendo stato ucciso il conte di Beuil, dopo sentenza di esecuzione capitale emessa dal Consiglio della Contea di Nizza nel 1633, i suoi castelli bruciati ed i suoi beni confiscati, il villaggio è infeudato a diversi signori, di cui gli ultimi furono i conti Claretti, ed in seguito a tali occupazioni successive si moltiplicano guerre, saccheggi ed incendi.
Nel 1793, dopo la rivoluzione, Touët diviene francese, ma ridiventa sardo-piemontese nel 1814, dopo la restaurazione del congresso di Vienna. Non restano più di quaranta abitanti e la miseria è grande; segue un periodo di stagnazione che esaspera la loro amarezza. Nel referendum del 1860, i Toettesi o Toettani, votano all'unanimità, in un plebiscito messo in discussione dai nazionalisti italiani, a favore dell'annessione alla Francia.
Touët (Toetto di Boglio) è stato dunque parte integrante della storica Contea di Nizza fino al 1860, ed ha seguito pertanto con essa, fin dal 1388, anno di dedizione di Nizza alla Savoia, le vicende storiche prima della Contea di Savoia e del Ducato di Savoia, e poi dopo il Congresso di Vienna, dal 1815 al 1860, le sorti del regno di Piemonte e Sardegna, facendone parte per quasi mezzo secolo, per essere poi annesso nel 1860 alla Francia, dopo referendum nell'aprile del 1860, secondo le clausole del Trattato di Torino fra Vittorio Emanuele II, re di Sardegna e Piemonte e Napoleone III, imperatore dei Francesi, con cui era ceduto dal primo ministro Camillo Benso, conte di Cavour, il Contado di Nizza alla Francia, per il suo aiuto nella seconda guerra d'indipendenza e l'unità d'Italia.
L'abate Désiré Niel, nato nel 1814 a Touët, dove suo padre esercitava la professione di notaio e la funzione di sindaco sotto il Consolato, operò in maniera intensa per il ricongiungimento alla Francia.
Deputato, ispettore d'Accademia, si ritira a Touët nel 1871. La sua prodigalità e generosità «municipale» lo fa partecipare finanziariamente alla costruzione d'un ponte sul Varo, in sostituzione dell'antica passerella, così come ai primi lavori che collegavano la parte alta con la bassa del villaggio, da cui ha preso il nome l'attuale Viale od Avenue Désiré-Niel, portato a compimento nel 1890.
Egli lascia il nostro mondo nel 1873, trasmettendo parecchi dei suoi beni al villaggio, così come una rendita annuale destinata alla costruzione d'una scuola per le ragazze ed i ragazzi soli che erano scolarizzati fino ad allora.
La ferrovia serve Touët nel 1888 ed una carrozzabile collega Nizza a Villar del Varo nel 1860 e poi a Touët nel 1903. Nel 1908 Touët-de-Beuil diviene Touët-sur-Var, evitando una certa confusione nella distribuzione della posta e della corrispondenza. Infine, collegato successivamente alla costa, il villaggio si modernizza poco a poco.
Lo sviluppo del turismo, la facilità delle comunicazioni ed il gusto sempre più pronunciato dei vacanzieri per gli sport sulla neve, hanno fatto di Touët una sosta od una tappa di soggiorno ideale tra Nizza e le stazioni invernali, così come un luogo di villeggiatura apprezzato dai vacanzieri ghiotti di sole. Ad una cinquantina di chilometri dalle spiagge della costa, l'entroterra nizzardo propone la sua calma in un sito geografico naturale.

## Monumenti e luoghi d'interesse

### Chiese e Cappelle
- Cappella di Sant'Antonio abate, detto l'Eremita (Chapelle Saint-Antoine-l'Ermite) sulla riva del fiume Varo, all'entrata del ponte.
- Cappella di San Giovanni dei "Penitenti bianchi" (Chapelle Saint-Jean des Pénitents blancs), sul sentiero mulattiera che mena verso il "villaggio alto", trasformato in alloggio temporaneo, vale a dire in soggiorno breve, detto "albergo tappa" o di “sosta“.
- Cappella dei Templari (Chapelle des Templiers) sulla piazza del "villaggio basso“, dove un servizio religioso ha luogo settimanalmente la domenica mattina.
- Chiesa parrocchiale (Église paroissiale) del "villaggio alto", costruita «a cavallo» sul vallone.
- Madonna del Cianino (Notre-Dame-du-Cians), Cappella del XII secolo, dove una messa è celebrata ogni anno il 15 agosto, giorno della festa dell'Assunzione di Maria in cielo.

### Mulino per l'olio (Frantoio)

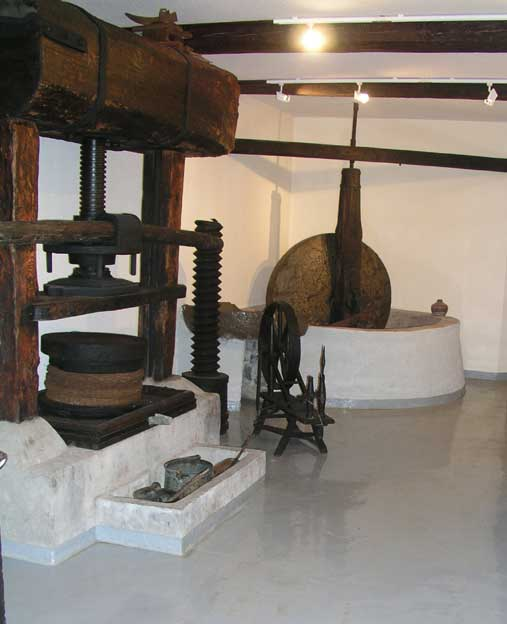
Pressa del frantoio presente a Touët-sur-Var
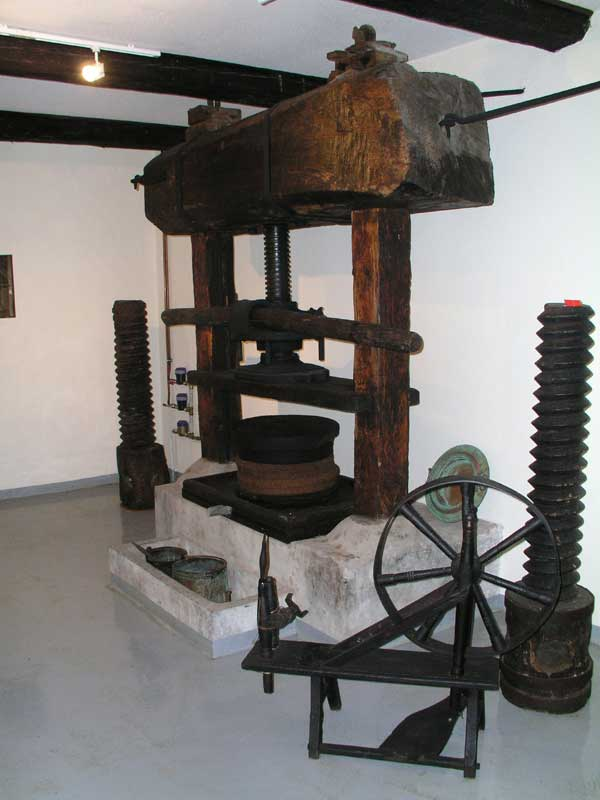
Torchio per olive nel comune di Touët-sur-Var

### Galleria dei Presidenti della Repubblica Francese
Touët-sur-Var è uno dei pochissimi comuni francesi ad aver conservato tutti i ritratti dei Presidenti dalle loro origini. I quadri sono tutti originali.

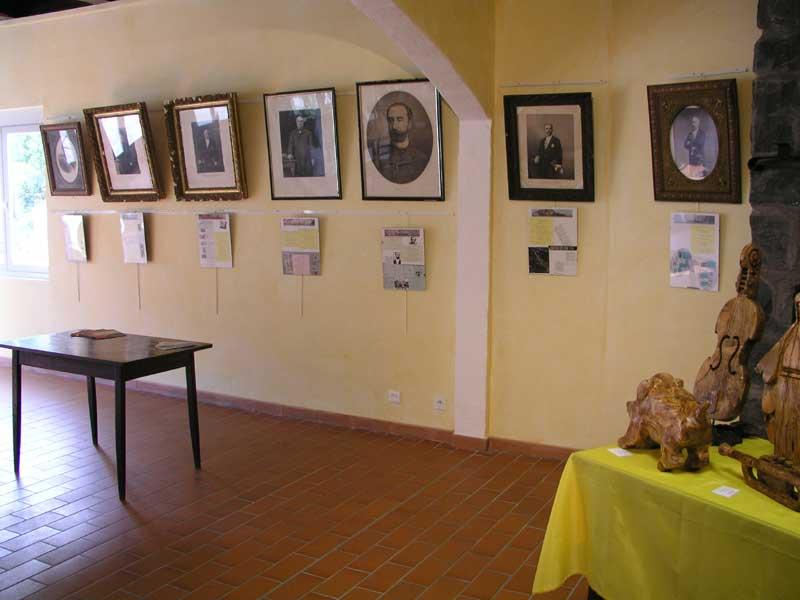
Galleria dei Presidenti nel municipio di Touët-sur-Var
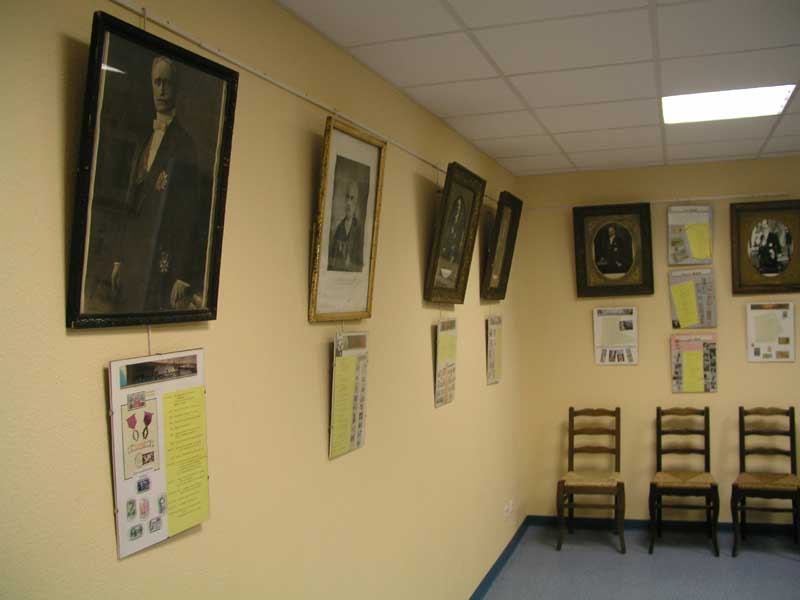
Galleria dei Presidenti nel municipio di Touët-sur-Var
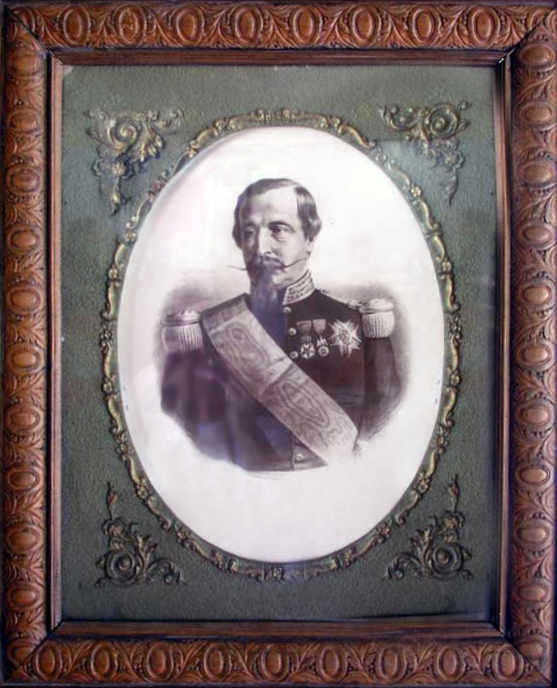
Napoleone III (1º Presidente della Seconda Repubblica Francese, dal 20 dicembre 1848 al 2 dicembre 1852, e poi Imperatore dei Francesi

Alcuni ritratti originali della galleria dei Presidenti:

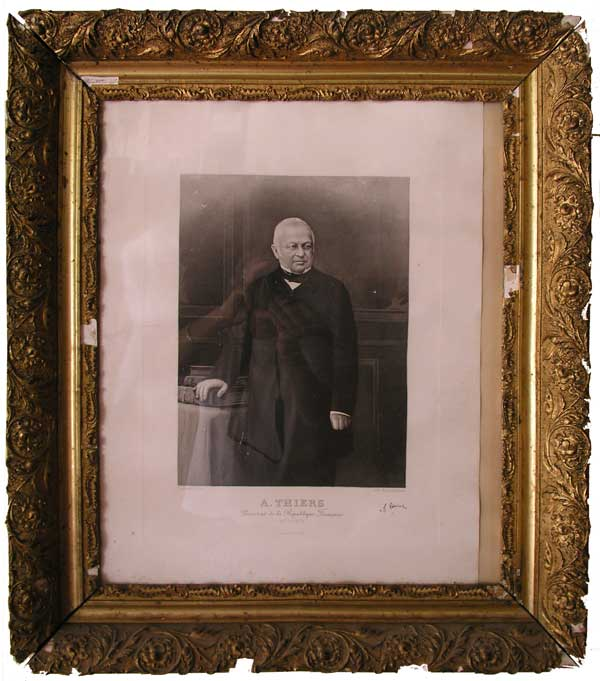
Adolphe Thiers
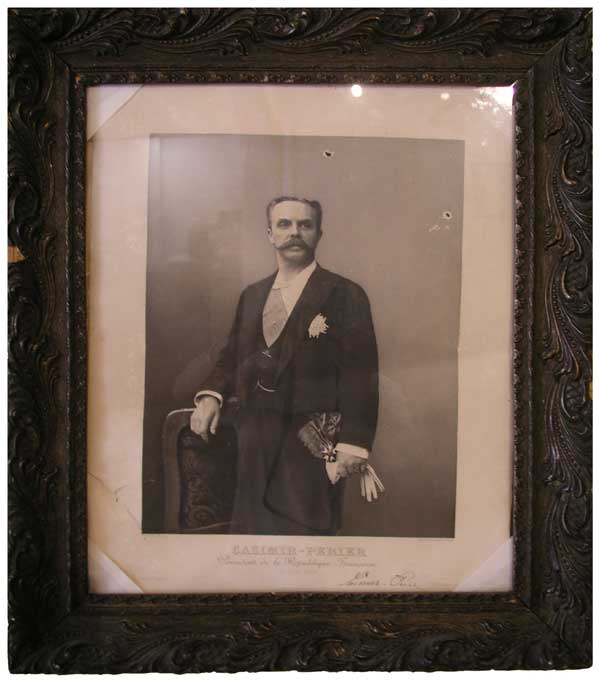
Jean Casimir-Perier
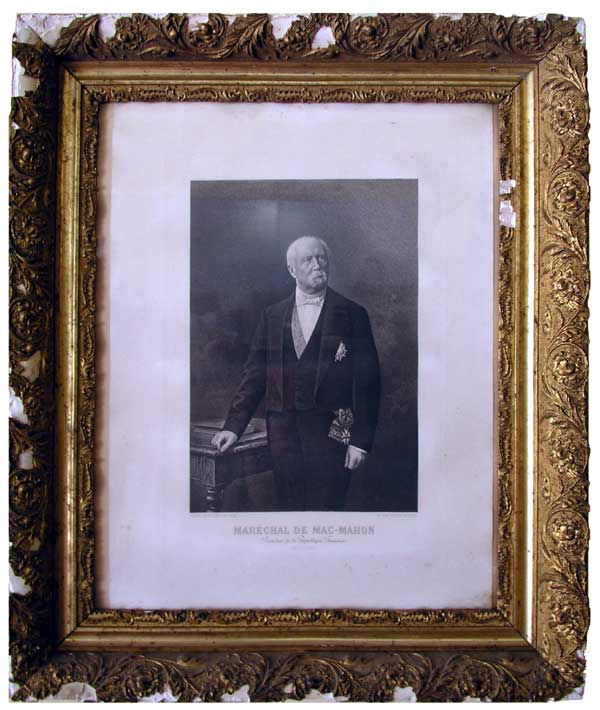
Patrice de Mac Mahon
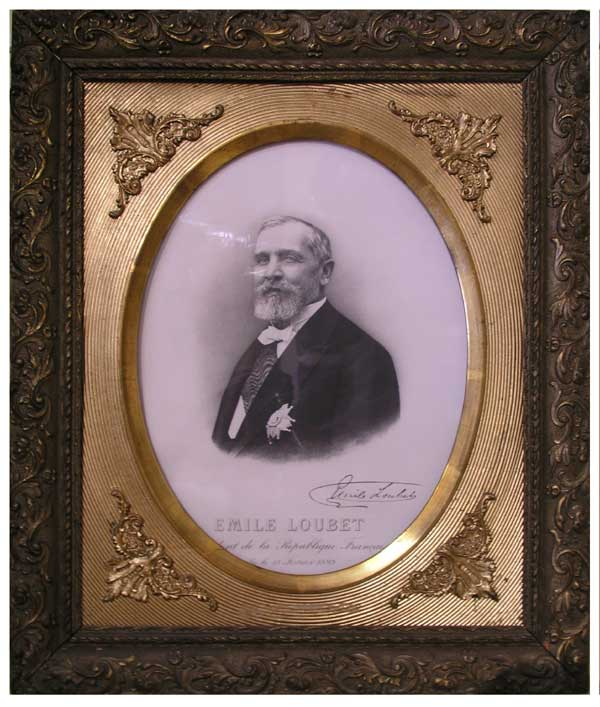
Émile Loubet

### Marianna d'Oro 1997
Nel 1997, "Mairie Expo" ha conferito décerné la "Marianne d'Or", simbolo distintivo della Repubblica francese come miglior sindaco di Francia a Roger Ciais, primo cittadino di Touët-sur-Var, per la galleria d'arte dei "Presidenti della Repubblica" aperta nel suo palazzo comunale e su Internet.
La Marianna d'Oro che hanno ricevuto dalle mani d'Alain Trampoglieri, nella sede comunale di Touët-sur-Var, il sindaco ed il consiglio municipale, premia un'idea insieme repubblicana, civica ed originale su Internet.
Con tale distinzione, il comune arricchisce il suo patrimonio pubblico d'una "Marianna d'oro", presentata nel celebre cofanetto rosso ed oro del gioielliere di piazza Vendôme: Cartier. Vi è la possibilità di visite guidate, e per ogni informazione, bisogna rivolgersi al comune.

## Società

### Evoluzione demografica
Abitanti censiti

## Galleria d'immagini

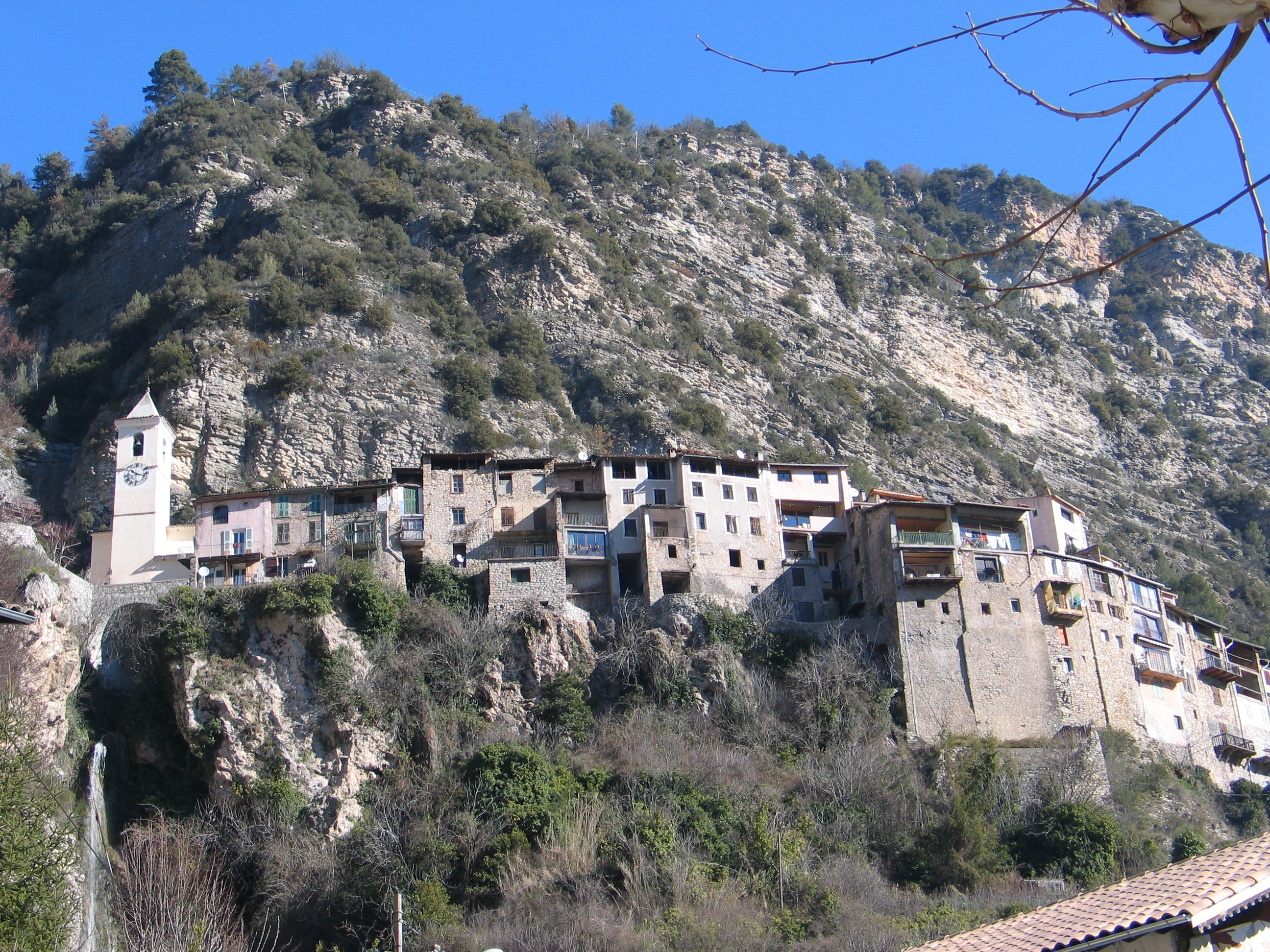
Veduta del "Villaggio Alto" di Touët-sur-Var
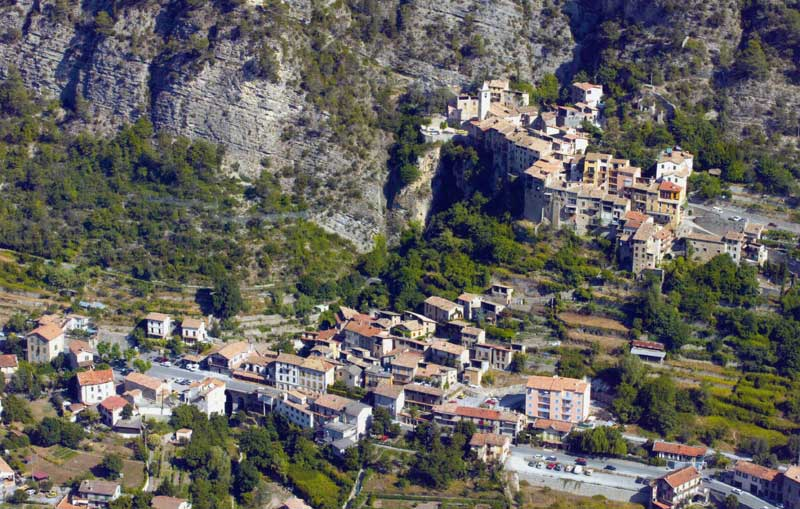
Il “Villaggio alto“ ed il "Piano di Toetto" o "Villaggio basso" di Touët-sur-Var
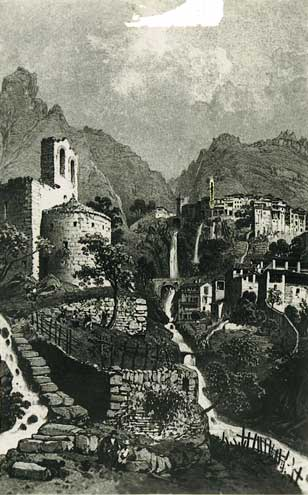
Touët in un'immagine storica del XVIII secolo.
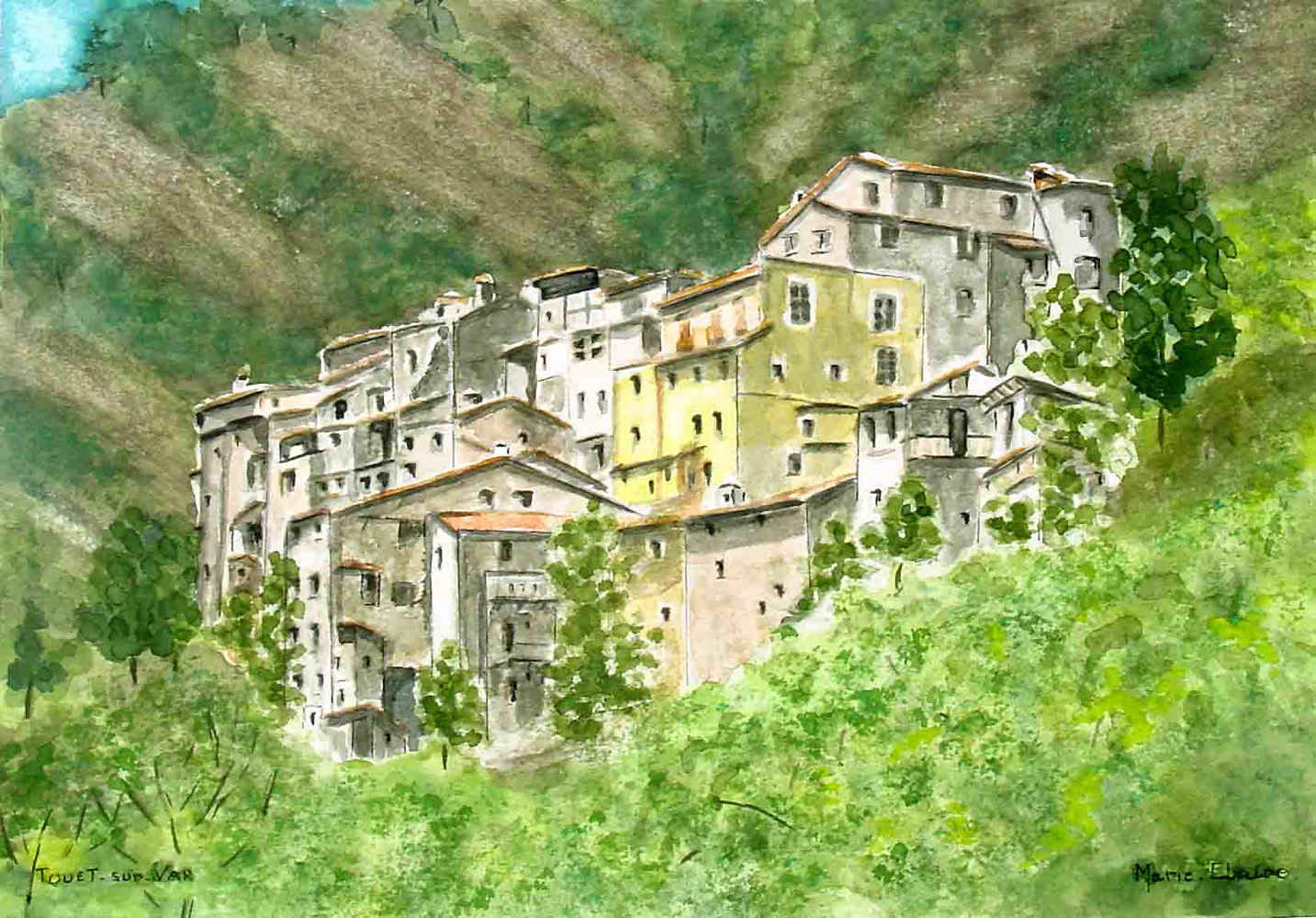
Touët-sur-Var - Il Villaggio di Touët appollaiato sul ripido pendio del monte.